# Daniel Druet
 (octobre 2008).
Si vous disposez d'ouvrages ou d'articles de référence ou si vous connaissez des sites web de qualité traitant du thème abordé ici, merci de compléter l'article en donnant les références utiles à sa vérifiabilité et en les liant à la section « Notes et références ».
Pour les articles homonymes, voir Druet.
Daniel Druet est un sculpteur français né le 6 octobre 1941 à Paris.
Réputé pour ses modelages de figures en cire, il est célèbre pour avoir exécuté une effigie en cire du pape Jean-Paul II (La nona ora) conçue par Maurizio Cattelan.

## Biographie

### Apprentissage et formation
Né en 1941, élève d'Antoniucci Volti dès 1956 à l'École des arts appliqués (devenue l'ENSAAMA), Daniel Druet entre en 1961 à l'École nationale supérieure des beaux-arts de Paris dans l'atelier de Louis Leygue,.
Après un séjour à la Villa Médicis, il devient pensionnaire de la Casa de Velázquez pour l'année 1969-1970.

### Carrière
En 1959, il obtient sa première commande d'État : un monument pour une école à côté de Thionville. À partir de 1965, il conçoit et met en forme pour l'État ou les collectivités locales, une quinzaine de sculptures monumentales en pierre et en bronze.
Entre 1973 et 1983, il devient le sculpteur attitré du musée Grévin à Paris et réalise l'effigie d'environ 200 personnalités en cire. Depuis les années 1970, Daniel Druet fabrique des centaines de bustes (plâtre, bronze, cire…) de personnalités du monde entier, la plupart d'après modèle,.
À partir de 1985, il crée des musées de cire en France, en Espagne et au Liban.
Il modèle également un buste grandeur nature d'après le portrait de Mona Lisa de Léonard de Vinci. Une copie de ce buste en biscuit de porcelaine est remis à Henri Loyrette, président directeur de l'établissement public du musée du Louvre.

### Récompenses
En 1966, Daniel Druet reçoit le 1er prix du concours d'Art monumental puis le grand prix de Rome en 1967 et une seconde fois en 1968,. En 1969, il est lauréat de la Casa de Velasquez à Madrid, institution auprès de laquelle il est nommé membre du conseil artistique en 1977.

## Œuvres

### Personnages de cire
« Le point de départ de la réalisation de tout personnage de cire réside en une recherche que l'on pourrait qualifier de “psychologique”. Cette étape initiale est indispensable et se traduit soit par une rencontre avec le modèle (la séance de pose) lorsqu'il s'agit d'une personnalité contemporaine, soit, pour les figures historiques, par une investigation à travers les livres — les biographies notamment — et, bien entendu, les peintures, sculptures et portraits de toutes sortes (dessins, gravures, estampes, etc.) à l'effigie du personnage. Un personnage dont il s'agit de reconstituer l'image en allant, si l'on peut dire, “au-delà des apparences”, par une sorte d'hologramme intellectuel. Car le relief d'une figure de cire, sa “présence”, exigent cette superposition de l'image physique et de l'image psychologique. »
Parmi les personnages créés pour le musée Grévin à Paris, il a notamment portraituré :
- Isabelle Adjani
- Iouri Andropov
- Jean-Paul Belmondo
- Charles Bronson
- Charles VIII
- Marcel Duchamp
- Paul Éluard
- Roger Etchegaray
- Jane Fonda
- Charles de Gaulle
- Charlton Heston
- Jean-Paul II
- Lionel Jospin
- Juan Carlos Ier
- Helmut Kohl
- Jules Michelet
- Joan Miró
- Pablo Picasso
- Ronald Reagan
- Fahd ben Abdelaziz Al Saoud
- Khaled ben Abdelaziz Al Saoud
- Margaret Thatcher
- Lino Ventura
- Deng Xiaoping
- Marguerite Yourcenar

#### Bustes de personnalités
Acteurs
- Bernard Blier
- Jean-Claude Brialy
- Gérard Depardieu
- Georges Descrières
- Françoise Dorin
- André Dussollier
- Annie Fratellini
- Charlton Heston
- Robert Hossein
- Valérie Kaprisky
- Jean Le Poulain
- Pierre Richard
- Jacques Seiler
- Lino Ventura

Chanteurs
- Serge Gainsbourg
- Barbara Hendricks
- Julio Iglesias
- Pierre Perret

Journalistes, animateurs, chroniqueurs et humoristes
- Pierre Bellemare
- Philippe Bouvard
- Jacques Chancel
- Stéphane Collaro
- Coluche
- Raymond Devos
- Michel Drucker
- Jean Dutourd
- Jean-Pierre Elkabbach
- Jacques Martin
- Bernard Pivot

Danseurs
- Michaël Denard
- Patrick Dupond
- Ghislaine Thesmar

Sportifs
- Bernard Hinault
- François Jauffret
- Yannick Noah
- Éric Tabarly

Personnalités politiques
- Jack Lang
- Pierre Mauroy
- François Mitterrand
- Michel Rocard
- Anouar el-Sadate
- Simone Veil

Autres modèles
- Paul Bocuse
- Roger Etchegaray
- La Joconde
- Marianne, 2004, sous les traits d'Évelyne Thomas.

#### Reconstitutions historiques pour musées de cire
- En Espagne : Cadaqués.
- En France :
  - Daoulas, Abbaye Notre-Dame de Daoulas : Reconstitution du sacre d'Anne de Bretagne.
  - Langeais, château de Langeais : Reconstitution du mariage de Charles VIII et Anne de Bretagne.
  - Mâcon.
  - Vaux-le-Vicomte, château de Vaux-le-Vicomte L'Avènement du Roi Soleil, 85 personnages.
- Au Liban : Beyrouth.

#### Collaborations
À partir de 1999, Daniel Druet a exécuté des œuvres pour Maurizio Cattelan. Parmi les commandes de ce dernier, on peut citer :
- La Nona Ora, effigie du pape Jean-Paul II, 1999[4] ;
- La Rivoluzione siamo noi, autoportrait de Maurizio Cattelan, 2000 ;
- Untitled, autoportrait de Maurizio Cattelan, 2001 ;
- Him, effigie d'Adolf Hitler, 2001[4] ;
- Franck et Jamie, deux policiers américains posés la tête en bas, 2002 ;
- Stephanie, buste de Stephanie Seymour, 2003[4] ;
- Now, effigie de John Fitzgerald Kennedy dans son cercueil, 2004[4].

Se revendiquant par la suite auteur exclusif des neuf œuvres qu’il a exécutées en collaboration avec Maurizio Cattelan, Daniel Druet porte l'affaire devant les tribunaux le 13 mai 2022. La justice le déboute en appel de toutes ses demandes le 5 juin 2024. L’affaire présente des caractéristiques proches du procès intenté en 1965 par Michel Guino concernant les œuvres d'Auguste Renoir réalisées en collaboration avec son père Richard Guino, où la qualité de coauteur a été reconnue à Richard Guino par la Cour de cassation le 13 novembre 1973.

### Publications
- Tête à tête, Daniel Druet, un sculpteur et ses modèles, Éditions Carrère, 1988.
- François Mitterrand, des temps de poses à l'Élysée, Éditions Marval, 1997.

## Expositions

### Expositions collectives
- Société des artistes français.
- Salon Comparaisons.
- Arts en Yvelines, orangerie du château de Versailles.
- Angers.
- Aix-la-Chapelle.
- Galerie Jean Siméon Chardin à Paris, Images de la vie.
- Musée Rodin, Paris, Biennale internationale de sculptures Formes humaines.
- Madrid.
- Musée des Beaux-Arts de Rouen, Les anciens pensionnaires normands de la Casa Velasquez.
- Centre culturel de Boulogne-Billancourt, Bronze 87, les fondeurs et leurs sculpteurs.

### Expositions personnelles
- Chambre de commerce et d'industrie de Strasbourg et du Bas-Rhin.
- Courbevoie, hôtel de ville.
- Mantes-la-Jolie, hôtel de ville.
- Paris, Espace Cardin.
- Brest, siège du Crédit mutuel.
- Bruxelles, bibliothèque Solvay.
- Senlis.
- Saint-Ouen-l'Aumône.
- Beauvais, théâtre.
- Chelles.
- Eu.
- Dammarie-les-Lys, château des Bouillants.
- Colombes, Avant Seine / Théâtre de Colombes.
- Chartres, conseil général d'Eure-et-Loir.
- New York, Art expo.
- Château de Vascœuil[5].